# Lijst van pesticiden die door de Europese Unie zijn toegelaten
De volgende werkzame stoffen zijn door de Europese Commissie opgenomen in Bijlage I bij de Europese pesticidenrichtlijn 91/414/EEG en de opvolger daarvan, Verordening (EG) nr. 1107/2009 van 21 oktober 2009. Dit zijn de "voor gebruik in gewasbeschermingsmiddelen toegelaten werkzame stoffen". Dat kunnen pesticiden zijn (insecticiden, herbiciden, fungiciden, acariciden en dergelijke meer), maar ook groeiregulatoren of bewaarstoffen.
De toelatingen zijn beperkt in de tijd (maximaal 10 jaar, verlengbaar), en kunnen onderhevig zijn aan beperkingen of bijkomende voorwaarden, bijvoorbeeld wat betreft de wijze van gebruik. De lidstaten van de Europese Unie mogen producten met deze actieve stoffen op hun markt toelaten, mits aan deze bepalingen voldaan is.
Nieuwe stoffen worden onderzocht naar hun risico's voor mens en milieu door de Pesticide Risk Assessment Peer Review Unit (PRAPeR) van de Europese Autoriteit voor Voedselveiligheid (EFSA). Op basis daarvan kan de Europese Commissie een richtlijn of verordening uitvaardigen om de betreffende stof in de bijlage I op te nemen, of in voorkomend geval besluiten om de stof niet op te nemen (dus te verbieden).

## 0-9
- 1-methylcyclopropeen
- 1,4-dimethylnaftaleen (Uitvoeringsverordening (EU) nr. 192/2014 van 27 februari 2014)
- 2,4-D
- 2,4-DB
- 2,5-dichloorbenzoëzuurmethylester (richtlijn 2008/125/EG van 19 december 2008)
- 2-fenylfenol (richtlijn 2009/160/EU van 17 december 2009)
- 6-benzyladenine (richtlijn 2011/1/EU van 3 januari 2011)

## A
- abamectine (richtlijn 2008/107/EG van 25 november 2008)
- S-abscisinezuur (Uitvoeringsverordening (EU) Nr. 151/2014 van 18 februari 2014)
- acequinocyl (Uitvoeringsverordening (EU) nr. 496/2014 van 14 mei 2014)
- acetamiprid
- acibenzolar-S-methyl
- aclonifen (richtlijn 2008/116/EG van 15 december 2008)
- alfa-cypermethrin
- aluminiumammoniumsulfaat (richtlijn 2008/127/EG van 18 december 2008)
- aluminiumfosfide (richtlijn 2008/125/EG van 19 december 2008)
- aluminiumsilicaat (richtlijn 2008/127/EG van 18 december 2008)
- aluminiumsulfaat (richtlijn 2011/47/EU van 15 april 2011)
- ametoctradin (uitvoeringsverordening (EU) nr. 200/2013 van 8 maart 2013)
- amidosulfuron
- aminopyralide (Uitvoeringsverordening nr. 891/2014 van 14 augustus 2014)
- amisulbrom (Uitvoeringsverordening (EU) nr. 193/2014 van 27 februari 2014)
- amitrol
- ammoniumacetaat (richtlijn 2008/127/EG van 18 december 2008)
- Ampelomyces quisqualis
- Aureobasidium pullulans (stammen DSM 14940 en DSM 14941) (Uitvoeringsverordening (EU) nr. 827/2013 van 29 augustus 2013)
- L-ascorbinezuur (Uitvoeringsverordening (EU) Nr. 149/2014 van 17 februari 2014)
- azadirachtin (Richtlijn 2011/44/EU van 13 april 2011)
- azijnzuur (richtlijn 2008/127/EG van 18 december 2008)
- azimsulfuron
- azoxystrobin

## B
- Bacillus firmus I-1582 (Uitvoeringsverordening (EU) nr. 366/2013 van 22 april 2013)
- Bacillus pumilus QST 2808 (Uitvoeringsverordening (EU) nr. 485/2014 van 12 mei 2014)
- Bacillus subtilis
- Bacillus thuringiensis (richtlijn 2008/113/EEG van 8 december 2008)
  - subsp. aizawai
  - subsp. israeliensis
  - subsp. kurtakis
  - subsp. Tenebrionis
- Beauveria bassiana (richtlijn 2008/113/EEG van 8 december 2008)
- beflubutamide
- benalaxyl
- benalaxyl-M (Uitvoeringsverordening (EU) nr. 1175/2013 van 20 november 2013)
- benfluranil (richtlijn 2008/108/EG van 26 november 2008)
- bensulfuron (richtlijn 2009/11/EG van 18 februari 2009)
- bentazon
- benthiavalicarb
- benzoëzuur
- beta-cyfluthrin
- bifenazaat
- bifenox (Richtlijn 2008/66/EG van 30 juni 2008)
- bifenyl-2-ol (2-fenylfenol) (Richtlijn 2009/160/EU van 17 december 2009)
- bispyribac (Richtlijn 2011/22/EU van 3 maart 2011)
- bitertanol (Richtlijn 1278/2011 van 8 december 2011)
- bixafen (Uitvoeringsverordening (EU) nr. 350/2013 van 17 april 2013)
- bloedmeel (richtlijn 2008/127/EG van 18 december 2008)
- Bordeauxse pap (richtlijn 2009/37/EG van 23 april 2009)
- boscalid
- bromadiolon (richtlijn 2011/48/EU van 15 april 2011)
- bromoxynil
- bromuconazool (richtlijn 2010/92/EU van 21 december 2010)
- bupirimaat (Richtlijn 2011/25/EU van 3 maart 2011)
- Buprofezin(e) (Richtlijn 2011/6/EU van 20 januari 2011)

## C
- calciumcarbide (richtlijn 2008/127/EG van 18 december 2008)
- calciumcarbonaat (richtlijn 2008/127/EG van 18 december 2008)
- calciumfosfide (richtlijn 2008/125/EG van 19 december 2008)
- Californische pap (Richtlijn 2011/43/EU van 13 april 2011)
- Candida oleophila stam O (Uitvoeringsverordening (EU) nr. 373/2013 van 23 april 2013)
- captan
- carbendazim
- carbetamide (richtlijn 2011/50/EU van 19 april 2011)
- carboxin (richtlijn 2011/52/EU van 20 april 2011)
- carfentrazone-ethyl
- carvon
- cerevisaan (Uitvoeringsverordening  (EU) 2015/553 van 7 april 2015)
- chloormequat en chloormequat-chloride (richtlijn 2009/37/EG van 23 april 2009)
- chloorprofam
- chloorpyrifos
- chloorpyrifos-methyl
- chloorsulfuron (richtlijn 2009/77/EG van 1 juli 2009)
- chloorthalonil
- chloortoluron
- chloridazon
- chromafenozide (uitvoeringsverordening 2015/51 van 14 januari 2015)
- cinidon-ethyl (richtlijn 2002/64/EG van 15 juli 2002)
- citronella (richtlijn 2008/127/EG van 18 december 2008)
- clethodim (Richtlijn 2011/21/EU van 2 maart 2011)
- clodinafop
- clofentezine
- clomazon (richtlijn 2007/76/EG van 20 december 2008)
- clopyralide
- clothianidine
- collageen-eiwithydrolysaat (richtlijn 2008/127/EG van 18 december 2008)
- Coniothyrium minitans
- COS-OGA (Uitvoeringsverordening(EU) 2015/543 van 1 april 2015)
- cyazofamide
- cyclanilide
- cycloxydim (Richtlijn 2011/4/EU van 20 januari 2011)
- Cydia pomonella Granulovirus (CpGV) (richtlijn 2008/113/EEG van 8 december 2008)
- cyflufenamide (richtlijn 2009/154/EG van 30 november 2009)
- cyflumetofen (Uitvoeringsverordening (EU) 22/2013 van 15 januari 2013)
- cyfluthrin
- cyhalofop-butyl (richtlijn 2002/64/EG van 15 juli 2002)
- cymoxanil (richtlijn 2008/125/EG van 19 december 2008)
- cypermethrin en zèta-cypermethrin (richtlijn 2009/37/EG van 23 april 2009)
- cyproconazool (richtlijn 2011/56/EU van 27 april 2011)
- cyprodinil
- cyromazine (richtlijn 2009/77/EG van 1 juli 2009)

## D
- daminozide
- dazomet (richtlijn 2011/53/EU van 20 april 2011)
- 1-decanol (richtlijn 2011/33/EU van 8 maart 2011)
- deltamethrin
- denatoniumbenzoaat (richtlijn 2008/127/EG van 18 december 2008)
- desmedifam
- dicamba
- dichloorprop-P
- diclofop (Richtlijn 2011/45/EU van 13 april 2011)
- didecyldimethylammoniumchloride (Richtlijn 2009/70/EG van 25 juni 2009) - toelating ingetrokken 20 juni 2013
- diethofencarb (Richtlijn 2011/26/EU van 3 maart 2011)
- difenacum (Richtlijn 2009/70/EG van 25 juni 2009)
- difenoconazool
- Dichloorfenoxyazijnzuur, 2,4-
- diflubenzuron
- diflufenican (Richtlijn 2008/66/EG van 30 juni 2008)
- dimethachloor (richtlijn 2009/77/EG van 1 juli 2009)
- dimethenamid-p
- dimethoaat
- dimethomorf
- dimoxystrobin
- dinatriumfosfonaat (Uitvoeringsverordening (EU) nr. 832/2013 van 30 augustus 2013
- dinocap
- diquat
- dithianon (richtlijn 2011/41/EU van 11 april 2011)
- diuron
- dodemorf (richtlijn 2008/125/EG van 19 december 2008)
- dodine (richtlijn 2011/9/EU van 1 februari 2011)
- DPX KE 459 (flupyrsulforon-methyl)

## E
- emamectine (Uitvoeringsverordening (EU) nr. 828/2013 van 29 augustus 2013)
- epoxiconazool (richtlijn 2008/107/EG van 25 november 2008)
- esfenvaleraat
- etheen (richtlijn 2008/127/EG van 18 december 2008)
- ethefon
- ethofumesaat
- ethoprofos
- ethoxysulfuron
- etofenprox (richtlijn 2009/77/EG van 1 juli 2009)
- etoxazool
- etridiazool (Richtlijn 2011/29/EU van 7 maart 2011)

## F
- famoxadone (richtlijn 2002/64/EG van 15 juli 2002)
- fenamidone
- fenazaquin (Richtlijn 2011/39/EU van 11 april 2011)
- fenamifos
- fenarimol (enkel van 1/1/2007 tot 30/6/2008) (Richtlijn 2006/134/EG van 11 december 2006)
- fenbuconazool (Richtlijn 2010/87/EU van 3 december 2010)
- fenbutatinoxide (Richtlijn 2011/30/EU van 7 maart 2011, ingetrokken door Uitvoeringsverordening (EU) nr. 486/2014 van 12 mei 2014)
- fenegriekzaadpoeder (FEN 560) (Richtlijn 2010/42/EU van 28 juni 2010)
- fenhexamid
- fenmedifam
- fenoxaprop-P (Richtlijn 2008/66/EG van 30 juni 2008)
- fenoxycarb (Richtlijn 2011/20/EU van 2 maart 2011)
- fenpropidin (Richtlijn 2008/66/EG van 30 juni 2008)
- fenpropimorf (richtlijn 2008/107/EG van 25 november 2008)
- fenpyrazamine (Uitvoeringsverordening (EU) Nr. 595/2012 van 5 juli 2012)
- fenpyroximaat (richtlijn 2008/107/EG van 25 november 2008)
- fipronil
- flazasulfuron
- flonicamid (richtlijn 2010/29/EU van 27 april 2010)
- florasulam (richtlijn 2002/64/EG van 15 juli 2002)
- fluazinam (richtlijn 2008/108/EG van 26 november 2008)
- flubendiamide (Uitvoeringsverordening (EU) nr. 632/2014 van 13 mei 2014)
- fludioxonil (richtlijn 2007/76/EG van 20 december 2008)
- flufenacet
- flumetraline (Uitvoeringsverordening (EU) 2015/2105 van 20 november 2015)
- flumioxazine
- fluometuron (richtlijn 2011/57/EU van 27 april 2011)
- fluopicolide (Richtlijn 2010/15/EU van 8 maart 2010)
- fluopyram (Uitvoeringsverordening (EU) nr. 802/2013 van 22 augustus 2013)
- fluoxastrobine
- flupyradifuron (Uitvoeringsverordening (EU) 2015/2084 van 18 november 2015)
- flurochloridone (richtlijn 2011/34/EU van 8 maart 2011)
- fluroxypyr
- flurtamone
- flusilazool (mag niet meer op de markt na 13 april 2013)
- flutolanil (richtlijn 2008/108/EG van 26 november 2008)
- flutriafol (Richtlijn 2011/42/EU van 11 april 2011)
- tau-fluvalinaat (Richtlijn 2011/19/EU van 2 maart 2011)
- folpet
- foramsulfuron
- forchlorfenuron
- formetanaat
- fosetyl
- fosmet
- fosthiazaat
- fuberidazool (richtlijn 2008/108/EG van 26 november 2008)

## G
- gehydrolyseerde proteïneten (richtlijn 2008/127/EG van 18 december 2008)
- gibberellinezuur en gibberellinen (richtlijn 2008/127/EG van 18 december 2008)
- Gliocladium catenulatum
- glufosinaat
- glyfosaat
- groenemuntolie (richtlijn 2008/127/EG van 18 december 2008)

## H
- halauxifen-methy (Uitvoeringsverordening (EU) nr. 2015/1165 van 15 juli 2015)
- halosulfuron-methyl (Uitvoeringsverordening (EU) nr. 356/2013 van 18 april 2013)
- haloxyfop-P (Richtlijn 2010/86/EU van 2 december 2010)
- Helicoverpa armigera kernpolyedervirus (Uitvoeringsverordening (EU) nr. 368/2013 van 22 april 2013)
- heptamaloxyloglucan (Richtlijn 2010/14/EU van 3 maart 2010)
- hexythiazox (Richtlijn 2011/46/EU van 14 april 2011)
- hymexazol (Richtlijn 2011/5/EU van 20 januari 2011)

## I
- ijzer(III)fosfaat
- ijzer(II)sulfaat (richtlijn 2008/127/EG van 18 december 2008)
- imazalil
- imazamox
- imazaquin
- imazosulfuron
- imidacloprid (richtlijn 2008/116/EG van 15 december 2008)
- indolylboterzuur (richtlijn 2011/28/EU van 4 maart 2011)
- indoxacarb
- iodosulfuron
- ioxynil
- ipconazool (Uitvoeringsverordening (EU) nr. 571/2014 van 26 mei 2014)
- iprovalicarb
- isoproturon
- isopyrazam (Uitvoeringsverordening (EU) nr. 1037/2012 van 7 november 2012)
- isoxaben (richtlijn 2011/32/EU van 8 maart 2011)
- isoxaflutool

## K
- kaliumfosfonaten (Uitvoeringsverordening (EU) nr. 369/2013 van 22 april 2013)
- kaliumwaterstofcarbonaat (richtlijn 2008/127/EG van 18 december 2008)
- kalksteen (richtlijn 2008/127/EG van 18 december 2008)
- kiezelgoer (diatomeeënaarde) (richtlijn 2008/127/EG van 18 december 2008)
- knoflookextract (richtlijn 2008/127/EG van 18 december 2008)
- koolstofdioxide (richtlijn 2008/127/EG van 18 december 2008)
- koper(II)hydroxide (richtlijn 2009/37/EG van 23 april 2009)
- koper(II)oxide (richtlijn 2009/37/EG van 23 april 2009)
- koperoxychloride (richtlijn 2009/37/EG van 23 april 2009)
- tribasisch kopersulfaat (richtlijn 2009/37/EG van 23 april 2009)
- kresoximmethyl
- kruidnagelolie (richtlijn 2008/127/EG van 18 december 2008)
- kwartszand (richtlijn 2008/127/EG van 18 december 2008)

## L
- lambda-cyhalothrine
- laminarin
- Lecanicillium muscarium (vroeger Verticilium lecanii) (richtlijn 2008/113/EEG van 8 december 2008)
- lenacil
- linuron
- lufenuron (richtlijn 2009/77/EG van 1 juli 2009)

## M
- magnesiumfosfide (richtlijn 2008/125/EG van 19 december 2008)
- malathion (richtlijn 2010/17/EU van 9 maart 2010)
- maleïnehydrazide
- maltodextrine (Uitvoeringsverordening (EU) nr. 355/2013 van 18 april 2013)
- mancozeb
- mandestrobine (Uitvoeringsverordening (EU) 2015/2085 van 18 november 2015)
- maneb
- MCPA
- MCPB
- mecoprop
- mecoprop-P
- mepanipyrim
- mepiquat (richtlijn 2008/108/EG van 26 november 2008)
- meptyldinocap (uitvoeringsverordening (EU) nr. 1330/2014 van 15 december 2014)
- mesosulfuron
- mesotrione
- metaflumizon (Uitvoeringsverordening 922/2014 van 25 augustus 2014)
- metalaxyl (richtlijn 2010/28/EU van 23 april 2010)
- metalaxyl-M (richtlijn 2002/64/EG van 15 juli 2002)
- metaldehyde (richtlijn 2011/54/EU van 20 april 2011)
- metamitron (richtlijn 2008/125/EG van 19 december 2008)
- Metarhizium anisopliae var. anisopliae (vroeger Metarhizium anisopliae) (richtlijn 2008/113/EEG van 8 december 2008)
- metazachloor (richtlijn 2008/116/EG van 15 december 2008)
- metconazool
- methamidofos
- methiocarb
- methomyl (richtlijn 2009/115/EG van 31 augustus 2009)
- methoxyfenozide
- methylnonylketon (richtlijn 2008/127/EG van 18 december 2008)
- metiram
- metobromuron (Uitvoeringsverordening (nr. 890/2014 van 14 augustus 2014)
- metosulam (richtlijn 2010/91/EU van 10 december 2010)
- metrafenon
- metribuzin
- metsulfuron-methyl
- milbemectin
- molinaat
- myclobutanil (richtlijn 2011/2/EU van 7 januari 2011)

## N
- napropamide (richtlijn 2010/83/EU van 30 november 2010)
- natriumaluminiumsilicaat (richtlijn 2008/127/EG van 18 december 2008)
- natriumhypochloriet (richtlijn 2008/127/EG van 18 december 2008)
- natrium-o-nitrofenolaat (richtlijn 2009/11/EG van 18 februari 2009)
- natrium-p-nitrofenolaat (richtlijn 2009/11/EG van 18 februari 2009)
- natrium-5-nitroguaiacolaat (richtlijn 2009/11/EG van 18 februari 2009)
- natriumzilverthiosulfaat (Uitvoeringsverordening (EU) nr. 1195/2013 van 22 november 2013)
- nicosulfuron

## O
- onvertakte vlinderferomonen (richtlijn 2008/127/EG van 18 december 2008)
- oryzalin (richtlijn 2011/27/EU van 4 maart 2011)
- oxadiargyl
- oxadiazon
- oxamyl
- oxasulfuron

## P
- paclobutrazool (Richtlijn 2011/55/EU van 26 april 2011)
- Paecilomyces fumusoroseus
- Paecilomyces fumosoroseus stam FE 9901 (Uitvoeringsverordening (EU) nr. 378/2013 van 24 april 2013)
- Paecilomyces lilacinus
- penconazool (richtlijn 2009/77/EG van 1 juli 2009)
- pencycuron (richtlijn 2011/49/EU van 18 april 2011)
- pendimethalin
- penflufen (Uitvoeringsverordening  (EU) nr. 1031/2013 van 24 oktober 2013)
- penoxsulam (richtlijn 2010/25/EU van 18 maart 2010)
- pepinomozaïekvirus, stam CH2, isolaat 1906 (Uitvoeringsverordening (EU) nr. 2015/1176 van 17 juli 2015)
- pethoxamide
- Phlebiopsis gigantea (richtlijn 2008/113/EEG van 8 december 2008)
- picloram
- picolinafen (richtlijn 2002/64/EG van 15 juli 2002)
- picoxystrobin
- pirimicarb
- pirimifos-methyl
- procymidon (enkel van 1/1/2007 tot 30/6/2008) (richtlijn 2006/132/EG van 11 december 2006)
- profoxydim (richtlijn 2011/14/EU van 24 februari 2011)
- prohexadion calcium
- propamocarb
- propaquizafop (richtlijn 2009/37/EG van 23 april 2009)
- propiconazool
- propineb
- propoxycarbazon
- propyzamide
- proquinazid (richtlijn 2010/25/EU van 18 maart 2010)
- prosulfocarb (richtlijn 2007/76/EG van 20 december 2008)
- prosulfuron
- prothioconazool
- Pseudomonas chlororaphis
- Pseudomonas sp. stam DSMZ 13134 (Uitvoeringsverordening (EU) nr. 829/2013 van 29 augustus 2013)
- putrescine (1,4-diaminobutaan) (richtlijn 2008/127/EG van 18 december 2008)
- pymetrozine
- pyraclostrobine
- pyraflufen-ethyl
- pyrethrinen (richtlijn 2008/127/EG van 18 december 2008)
- pyridaat
- pyridaben (richtlijn 2010/90/EU van 7 december 2010)
- pyridalyl (Uitvoeringsverordening (EU) Nr. 143/2014 van 14 februari 2014)
- pyrimethanil
- pyriofenon (Uitvoeringsverordening (EU) nr. 833/2013 van 30 augustus 2013)
- pyriproxyfen
- pyroxsulam (Uitvoeringsverordening (EU) nr. 1176/2013 van 20 november 2013)
- Pythium oligandrum (richtlijn 2008/113/EEG van 8 december 2008)

## Q
- quinmerac (Richtlijn 2010/89/EU van 6 november 2010)
- quinoclamine (Richtlijn 2008/66/EG van 30 juni 2008)
- quinoxyfen
- quizalofop-P, quizalofop-P-ethyl en quizalofop-P-tefuryl (richtlijn 2009/37/EG van 23 april 2009)

## R
- raapzaadolie (richtlijn 2008/127/EG van 18 december 2008)
- rescalure (Uitvoeringsverordening (EU) 2015/2198 van 27 november 2015)
- rimsulfuron

## S
- schapenvet (richtlijn 2008/127/EG van 18 december 2008)
- sedaxaan (Uitvoeringsverordening (EU) nr. 826/2013 van 29 augustus 2013)
- silthiofam
- sintofen(Richtlijn 2011/40/EU van 11 april 2011)
- S-metolachloor
- spinetoram (Uitvoeringsverordening (EU) Nr. 140/2014 van 13 februari 2014)
- spinosad
- spirodiclofen (richtlijn 2010/25/EU van 18 maart 2010)
- spiromesifen (Uitvoeringsverordening (EU) nr. 375/2013 van 23 april 2013)
- spirotetramat (Uitvoeringsverordening (EU) nr. 1177/2013 van 20 november 2013)
- spiroxamine
- Spodoptera exigua kernpolyedervirus
- Spodoptera littoralis kernpolyedervirus (Uitvoeringsverordening (EU) nr. 367/2013 van 22 april 2013)
- Streptomyces K61 (vroeger S. griseoviridis) (richtlijn 2008/113/EEG van 8 december 2008)
- Streptomyces lydicus stam WYEC 108 (Uitvoeringsverordening 917/2014 van 22 augustus 2014)
- suikerbietenmelassehydrolysaat (richtlijn 2008/127/EG van 18 december 2008)
- sulcotrione (richtlijn 2008/125/EG van 19 december 2008)
- sulfosulfuron
- sulfoxaflor (Uitvoeringsverordening (EU) 2015/1295 van 27 juli 2015

## T
- ruwe tallolie (richtlijn 2008/127/EG van 18 december 2008)
- talloliepek (richtlijn 2008/127/EG van 18 december 2008)
- tebuconazool (richtlijn 2008/125/EG van 19 december 2008)
- tebufenozide (richtlijn 2011/60/EU van 23 mei 2011)
- tebufenpyrad (richtlijn 2009/11/EG van 18 februari 2009)
- teflubenzuron (richtlijn 2009/37/EG van 23 april 2009)
- tembotrion (Uitvoeringsverordening (EU) nr. 1192/2013 van 22 november 2013)
- tepraloxydim
- terbutylazine (Uitvoeringsverordening (EU) nr. 820/2011 van 16 augustus 2011)
- terpenoïdenmengsel QRD 460 (Uitvoeringsverordening (EU) nr. 2015/1192 van 20 juli 2015)
- tetraconazool (richtlijn 2009/82/EG van 13 juli 2009)
- theeboomolie (richtlijn 2008/127/EG van 18 december 2008)
- thiabendazool
- thiacloprid (licentie loopt 30 april 2020 af)
- thiamethoxam
- thiencarbazon (Uitvoeringsverordening (EU) Nr. 145/2014 van 14 februari 2014)
- thifensulfuron-methyl
- thiofanaat-methyl
- thiram
- tolclofos-methyl
- tolylfluanide (beperkt tot 30 november 2010, Richtlijn 2010/17/EU van 10 maart 2010)
- tralkoxydim (richtlijn 2008/107/EG van 25 november 2008)
- triadimenol (richtlijn 2008/125/EG van 19 december 2008)
- triallaat (richtlijn 2009/77/EG van 1 juli 2009)
- triasulfuron
- tribenuron en tribenuron-methyl
- Trichoderma asperellum (vroeger T. harzianum) (richtlijn 2008/113/EEG van 8 december 2008)
- Trichoderma atroviride (vroeger T. harzianum) (richtlijn 2008/113/EEG van 8 december 2008)
- Trichoderma gamsii (vroeger T. viride) (richtlijn 2008/113/EEG van 8 december 2008)
- Trichoderma polysporum (richtlijn 2008/113/EEG van 8 december 2008)
- Trichoderma harzianum Rifai (richtlijn 2008/113/EEG van 8 december 2008)
- triclopyr
- trifloxystrobine
- triflumizool (richtlijn 2010/27/EU van 23 april 2010)
- triflumuron (Richtlijn 2011/23/EU van 3 maart 2011)
- triflusulfuron (richtlijn 2009/77/EG van 1 juli 2009)
- trimethylaminehydrochloride (richtlijn 2008/127/EG van 18 december 2008)
- trinexapac
- triticonazool
- tritosulfuron (Richtlijn 2008/70/EG van 11 juli 2008)

## U
- ureum (richtlijn 2008/127/EG van 18 december 2008)

## V
- valifenalaat (Uitvoeringsverordening (EU) Nr. 144/2014 van 14 februari 2014)
- Verticillium albo-atrum (vroeger Verticillium dahliae) (richtlijn 2008/113/EEG van 8 december 2008)
- vetdestillatieresiduen (richtlijn 2008/127/EG van 18 december 2008)
- vetzuren C7 tot C20 (richtlijn 2008/127/EG van 18 december 2008)
- visolie (richtlijn 2008/127/EG van 18 december 2008)

## W
- warfarine

## Z
- Z-13-hexadeceen-11-yn-1-ylacetaat (richtlijn 2008/127/EG van 18 december 2008; goedkeuring ingetrokken door uitvoeringsverordening (EU) 2016/638 van 22 april 2016)
- (Z,Z,Z,Z)-7,13,16,19-docosatetraeen-1-ylisobutyraat (richtlijn 2008/127/EG van 18 december 2008; goedkeuring ingetrokken door uitvoeringsverordening (EU) 2016/636 van 22 april 2016)
- zeealgenextract (richtlijn 2008/127/EG van 18 december 2008)
- zèta-cypermethrin
- zinkfosfide (Richtlijn 2008/85/EU van 2 december 2010)
- ziram
- zoxamide
- zwarte peper (richtlijn 2008/127/EG van 18 december 2008)
- zwavel (Richtlijn 2009/70/EG van 25 juni 2009)